# Tibouchina pauloalvinii
Tibouchina pauloalvinii är en tvåhjärtbladig växtart som beskrevs av Guimaraes da Vinha. Tibouchina pauloalvinii ingår i släktet Tibouchina och familjen Melastomataceae. Inga underarter finns listade i Catalogue of Life.